# Cricovul Sărat
La Cricovul Sărat est une rivière roumaine située dans le sud du pays, affluent de la rive gauche de la Prahova, en Valachie, dans le județ de Prahova.

## Géographie
La Cricovul Sărat prend sa source dans les collines subcarpathiques de Buzău (județ de Buzău) coule dans le sens nord sud en traversant le județ de Prahova, change de direction pour s'orienter NO-SE dans la plaine valaque et de se jeter dans la Prahova, à  Adâncata (județ de Ialomița), à 60 m d'altitude.
Elle traverse successivement les communes de Sângeru, Apostolache, Gornet-Cricov, Iordăcheanu, la ville d'Urlați, les communes de Albești-Paleologu, Drăgănești et enfin Ciorani avant de pénétrer dans le județ de Ialomița à Adâncata.

## Hydrographie
La  Cricovul Sărat est un affluent de la rive gauche de la Prahova.